# Стокпорт Каунти
«Сто́кпорт Ка́унти» (полное название — Футбольный клуб «Сто́кпорт Ка́унти» англ. Stockport County Football Club) — английский футбольный клуб из города Стокпорт, графство Большой Манчестер. Основан в 1883 году. Домашние матчи проводит на стадионе «Эджли Парк», вмещающем более 10 тысяч зрителей. Цвета клуба — сине-белые.
Выступает в Лиге 1, третьем по значимости дивизионе в системе футбольных лиг Англии.

## История

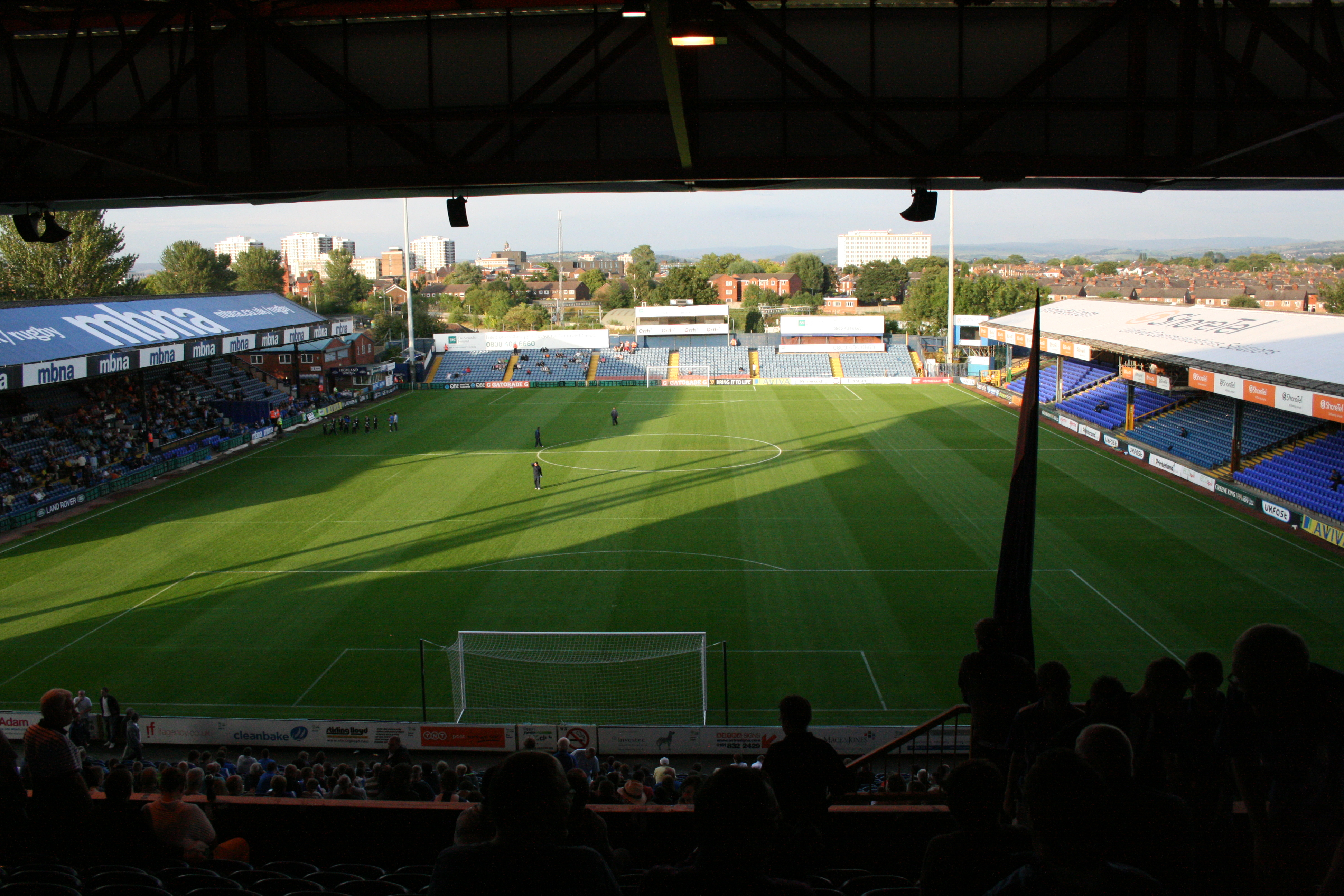
Домашний стадион клуба

### 1883—1930
«Стокпорт» был основан в 1883 году под названием «Хитон Норрис Роверс» членами Уайклифской Соборной Церкви, и сыграл свою первую задокументированную игру в октябре следующего года. Клуб взял прозвище The Hatters (рус. Шляпники), что было связано с историей Стокпорта как центра викторианской шляпной промышленности. Этим же прозвищем обладает клуб «Лутон Таун». «Стокпорт» играл в Ланкаширской лиге до 1900 года, после чего клуб получил разрешение играть во Втором дивизионе Футбольной лиги. Первый матч в Футбольной лиге «Стокпорт» провёл против «Лестер Фосс», который закончился ничьей (2:2). В 1902 году «Стокпорт» оставил свой стадион «Грин Лейн» и переехал на «Эджли Парк», на котором выступает до сих пор.
Клуб трижды завершал сезон внизу таблицы в своих первых четырёх сезонах, и в конце сезона клубу 1903/04 не удалось добиться переизбрания. «Стокпорт» провёл один год в Комбинации Ланкашира (лиге, в которой они одержали победу) и Мидлендской лиге. В конце сезона «Стокпорт» вновь вступил в Футбольную лигу. После возвращения в Футбольную лигу «Стокпорт» дошёл до первого раунда Кубка Англии впервые в своей истории, однако проиграл клубу «Линкольн Сити». «Стокпорт» закончил лигу на 10-м месте в том сезоне.

## Достижения
- Лига 2 Английской футбольной лиги
  - Чемпион: 2023/24